# Manuel Rodríguez Erdoíza
Manuel Javier Rodríguez Erdoíza (Santiago del Cile, 24 febbraio 1785 – Tiltil, 26 maggio 1818) è stato un avvocato, politico e guerrigliero cileno.
È considerato uno dei principali artefici del processo di indipendenza del Cile.

## Biografia

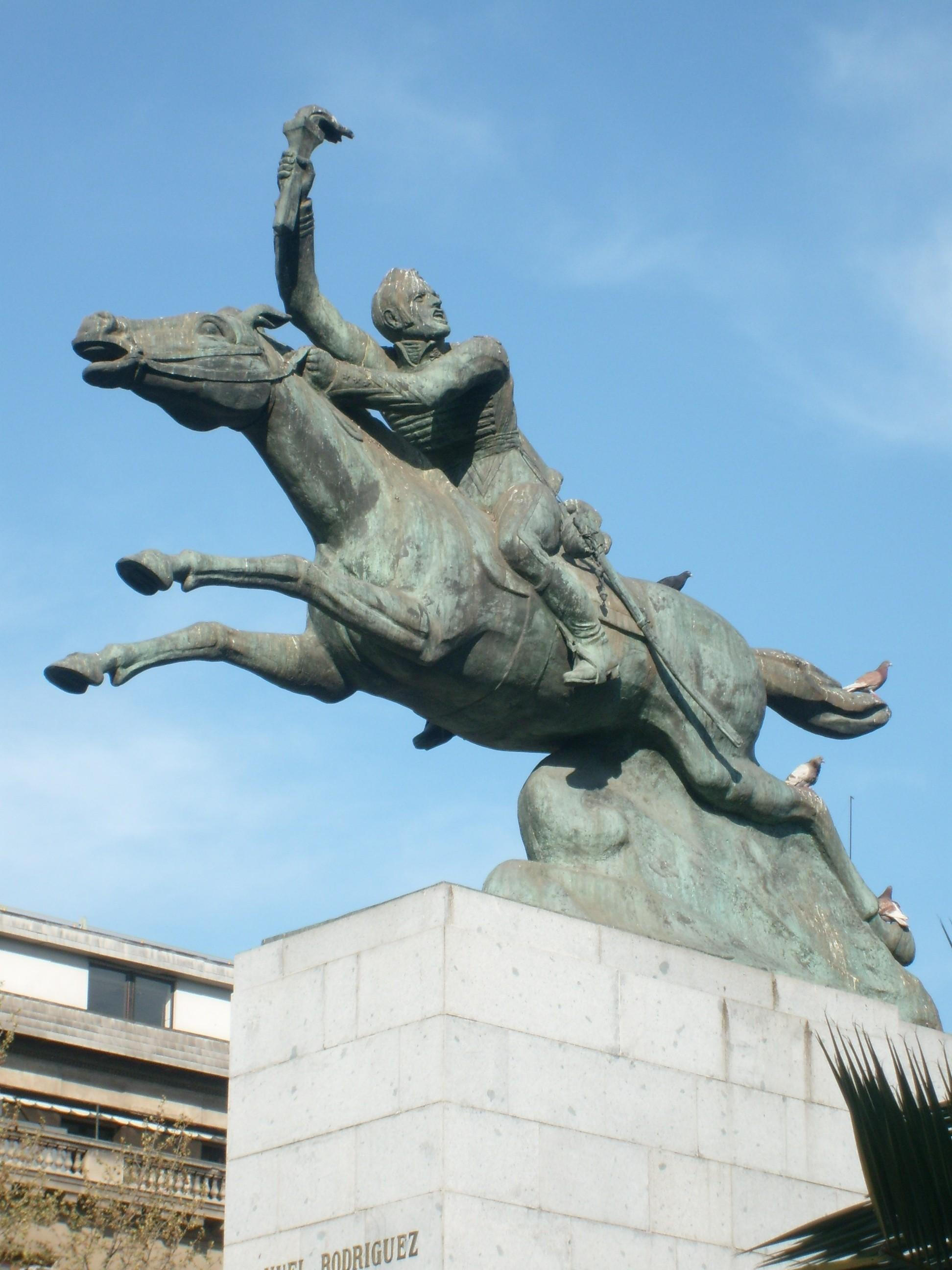
Statua equestre di Manuel Rodríguez Erdoíza a Santiago del Cile

Durante la fase denominata Patria Vieja, fu ministro del governo di José Miguel Carrera e uno dei principali attivisti del bando dei cosiddetti patriotas exaltados. Nel periodo della Reconquista, la sua attività di guerriglia, spia e principale figura della resistenza indipendentista cilena ne fecero un personaggio mitico trasformandolo una leggenda popolare. Con la vittoria indipendentista nella battaglia di Chacabuco, durante la fase della Patria Nueva, Rodríguez sfuggì ad una serie di persecuzioni avviate da Bernardo O'Higgins. Riapparve sulla scena pubblica con la sconfitta di Cancha Rayada assumendo brevemente l'incarico di Director Supremo provvisorio a Santiago per evitare lo sbando generale della causa indipendentista. A seguito della vittoria indipendentista a Maipù, fu nuovamente perseguitato da O'Higgins, e morì a Tiltil.

## Filmografia
Il film cileno del 1925 El húsar de la Muerte, di Pedro Sienna, è basato sulle vicende di Manuel Rodríguez Erdoíza dal periodo della Reconquista alla sua morte.